# South Range
South Range is een plaats (village) in de Amerikaanse staat Michigan, en valt bestuurlijk gezien onder Houghton County.

## Demografie
Bij de volkstelling in 2000 werd het aantal inwoners vastgesteld op 727.
In 2006 is het aantal inwoners door het United States Census Bureau geschat op 691, een daling van 36 (-5,0%).

## Geografie
Volgens het United States Census Bureau beslaat de plaats een oppervlakte van
1,0 km², geheel bestaande uit land. South Range ligt op ongeveer 341 m boven zeeniveau.

## Plaatsen in de nabije omgeving
De onderstaande figuur toont nabijgelegen plaatsen in een straal van 24 km rond South Range.